# 松山千春ベストコレクション 〜THE LATEST COLLECTIONS〜
『松山千春ベストコレクション 〜THE LATEST COLLECTIONS〜』（まつやまちはるベストコレクション ザ・レイテスト・コレクションズ）は、2018年7月13日に日本コロムビアから音楽配信限定でリリースされた松山千春の企画ベスト・アルバム。

## 収録曲
| 全作詞・作曲: 松山千春。 |                            |           |            |                    |                                  |      |
| #                        | タイトル                   | 作詞      | 作曲・編曲 | 編曲               | 収録作品                         | 時間 |
| 1.                       | 「旅立ち」                 | 松山千春  | 松山千春   | 飛澤宏元           | ベスト・アルバム『旅立ち』       | 3:03 |
| 2.                       | 「恋」                     | 松山千春  | 松山千春   | 飛澤宏元           | ベスト・アルバム『旅立ち』       | 4:59 |
| 3.                       | 「季節の中で」             | 松山千春  | 松山千春   | 清須邦義・夏目一朗 | カバー・アルバム『再生』         | 3:31 |
| 4.                       | 「君を忘れない」           | 松山千春  | 松山千春   | 飛澤宏元           | シングル「君を忘れない」         | 4:47 |
| 5.                       | 「男達の唄」               | 松山千春  | 松山千春   | 瀬尾一三           | シングル「男達の唄」             | 4:29 |
| 6.                       | 「君のために作った歌」     | 松山千春  | 松山千春   | 青木望・夏目一朗   | カバー・アルバム『再生』         | 2:51 |
| 7.                       | 「青春II」                 | 松山千春  | 松山千春   | 飛澤宏元           | ベスト・アルバム『旅立ち』       | 4:09 |
| 8.                       | 「銀の雨」                 | 松山千春  | 松山千春   | 飛澤宏元           | ベスト・アルバム『旅立ち』       | 3:31 |
| 9.                       | 「長い夜」                 | 松山千春  | 松山千春   | 大原茂人           | シングル「長い夜」               | 5:03 |
| 10.                      | 「人生の空から」           | 松山千春  | 松山千春   | 大原茂人           | シングル「人生の空から」         | 3:21 |
| 11.                      | 「もう一度」               | 松山千春  | 松山千春   | 大原茂人           | アルバム『浪漫』                 | 4:25 |
| 12.                      | 「良生ちゃんとポプラ並木」 | 松山千春  | 松山千春   | 安田裕美・夏目一朗 | カバー・アルバム『再生』         | 4:46 |
| 13.                      | 「凡庸」                   | 松山千春  | 松山千春   | 飛澤宏元           | アルバム『ISHI』                 | 6:13 |
| 14.                      | 「純〜愛する者たちへ〜」   | 松山千春  | 松山千春   | 飛澤宏元           | シングル「純 -愛する者たちへ-」  | 5:19 |
| 15.                      | 「東京」                   | 松山千春  | 松山千春   | 土方隆行           | シングル「東京」                 | 4:20 |
| 16.                      | 「ひとりじめ」             | 松山千春  | 松山千春   | 大原茂人           | アルバム『浪漫』                 | 4:38 |
| 17.                      | 「炎」                     | 松山千春  | 松山千春   | 大原茂人           | アルバム『木枯しに抱かれて』     | 4:38 |
| 18.                      | 「大空と大地の中で」       | 松山千春  | 松山千春   | 萩田光雄           | シングル「この世で君が一番好き」 | 3:38 |
| 合計時間:                | 合計時間:                  | 合計時間: | 合計時間:  | 77:41              |                                  |      |